# 디 아타스 뿌잉뿌잉
디 아타스 뿌잉뿌잉(Di Atas Puing-Puing)은 스리 라하유(Th. Sri Rahayu)가 쓴 소설이다. 1978년 푸스타카 자야에 의해 처음 출판되었다. 이 소설에는 하디(Hardi)와 아리니(Arini)라는 두 명의 주인공이 있다. 그들은 가톨릭 신자이고 결혼한 지 13년이 되었다. 그들에게는 세 명의 자녀가 있다. 어느 날 교사로 일하는 하디는 자신의 학생 중 한 명과 사랑에 빠져 결혼했다.
가톨릭 종교법에 따르면 이들은 이혼할 수 없지만 아리니는 상처를 받고 하디에게 복수하고 싶어했다. 그녀는 자카르타에서 전 남자친구인 헨드라(Hendra)와 연애 중이다.
어느 날 그녀는 자신의 아이와 하디가 아프다는 소식을 받았다. 아리니는 아이가 회복될 때까지 족자카르타로 가서 아이를 돌봤다. 그 후 자카르타로 돌아와 헨드라와 결혼했다. 헨드라와의 결혼 생활에서는 한 명의 자녀를 두는 축복을 받았다. 그러나 헨드라가 비행기 사고를 당했기 때문에 그의 행복은 오래 가지 못했다. 아리니는 공식적으로 이혼하지 않았음에도 불구하고 하디와 다시 함께 살고 싶지 않았다.